# Хейвард-филд
Хейвард-филд (англ. Hayward Field) — открытый легкоатлетический стадион в городе Юджин, штат Орегон. назван в честь тренера Билла Хейворда, который работал на этом стадионе 43 года с 1904 по 1947.

## История
Стадион находится на территории университета Орегона. В 1895 году во дворе университета студенты сделали грунтовую спортивную дорожку в четверть мили длиной для тренировок перед ежегодными играми, которые проводились в день начала учёбы. Сейчас бы она располагалась на углу 13-й Авеню и улицей Кинкейд. Ворота и трибуны стадионабыли построены в 1919 году, на месте стадиона Кинкэйд, в 1921 году вокруг стадиона обустроили шестиполосную беговую дорожку. До 1965 года стадион использовался больше для проведения матчей по американскому футболу, чем для легкоатлетических соревнований. После открытия стадиона Аутзен для американского футбола в 1965 году, на стадионе имени Билла Хейварда начали проводить только легкоатлетические соревнования. В 1970 году гравиевую дорожку заменили на всепогодную. Через пять лет завершилась модернизация западных трибун. В 1988 году длину круга изменили на 400 метров. В это же время была достроена 200 метровая дорожка с южной стороны трека. В 1991 году был смонтирован видеоэкран. С 2008 года, благодаря восьми осветительным мачтам, стало возможно проводить телерепортажи в тёмное время суток.
После пожертвования Билла Бауэрмана рядом со стадионом был построен корпус, в котором разместился Международный институт спорта и реабилитации. Корпус носит имя мецената.

## Крупнейшие соревнования
В 1975 году прошёл матч СССР — США — Канада по лёгкой атлетике (пятиборье, женщины). Ежегодно в июне проводится этап бриллиантовой лиги Префонтейн Классик; июне или июле отборочные старты на летние Олимпийские игры 1972, 1976, 1980, 2008, 2012, 2016 и 2020 (2021) годов и чемпионаты страны 1993, 1999, 2001, 2008, 2009, 2011, 2015 и 2022. На стадионе прошёл чемпионат мира по лёгкой атлетике 2021 года. Орегон в течение шести лет принял и зимний (в 2016), и летний чемпионаты мира по лёгкой атлетике.

## Фильм
На стадионе имени Билла Хейварда проходили съёмки фильма о бегуне Стиве Префонтейне «Без ограничений» (англ. Without Limits).